# Astragalus cemerinus
Astragalus cemerinus är en ärtväxtart som beskrevs av Günther von Mannagetta und Lërchenau Beck. Astragalus cemerinus ingår i släktet vedlar, och familjen ärtväxter. Inga underarter finns listade i Catalogue of Life.